# Минали, Рикардо
Рикардо Минали (итал. Riccardo Minali, род. 19 апреля 1995 в Италие) — итальянский профессиональный шоссейный велогонщик, выступающий c 2019 года за «Israel Start-Up Nation». Сын известного итальянского велогонщика Николы Минали.

## Карьера
в 2012 и 2013 годах первенствовал на любительской однодневной гонке «Трофео Комуне ди Вертова». В 2015 году одержал победу на однодневке «Чиркуито дель Порто — Трофео Арведи», а в следующем году стал на ней вторым. В 2016 году также стал третьим на гонке Кубка Наций «Трофео Альмар». С 2017 года катается за Astana Pro Team, выступающую в Мировой туре UCI.

## Достижения
2015
1-й Чиркуито дель Порто
2016
2-й Чиркуито дель Порто
3-й Трофео Альмар
2017
7-й Тур Дубая
7-й Классика Брюсселя
2018
1-й на этапах 2 и 4 Тур Лангкави
5-й Гран Пьемонте
5-й Гран-при Бруно Бегелли
9-й Гран-при Фурми